# Kit Coleman
Kathleen Blake "Kit" Coleman (Irlanda, 20 de fevereiro de 1856 — Hamilton, 16 de maio de 1915) foi uma jornalista irlandesa.